# Associated Artists Productions
Associated Artists Productions (a.a.p.) був дистриб'ютором театральних художніх фільмів і короткометражних для телебачення. Допомогою поглинань, a.a.p. пізніше скласти в United Artists, з його бібліотека в кінцевому підсумку перейти до Turner Entertainment, в даний час частина Time Warner.

## Історія

### Формують років
Associated Artists Productions, Inc. була заснована в 1948 році Еліот Хайман. Це обробляється синдикації 500 фільмів, у тому числі Republic Pictures та фільми Роберт Ліпперт, але незабаром обидві компанії увійшли розподіл телевізора. Він також служив для Monogram Pictures (їх бібліотека 1936-1946 Фільм був придбаний в 1954 році AAP) і виробників випускаючи Corporation. У 1951 році Хайман продав компанію; його активи виявилися на інший наряд, Кінофільмів для телебачення (MPTV), де служив Хайман як консультант.
У 1954 році, Хайман запущений ще один розподілу телевізійного компанію, яка використовується ім'я Associated Artists. Його син Кен служив віце-президентом. Це купив права синдикації до фільмів Універсальний Шерлока Холмса від MPTV, Джонні Юпітера, і Прихована камера. У 1956 році компанія була рефінансував і його назва була змінена на Associated Artists Productions Corp. (AAP), то нова компанія придбала весь попередньо +1950 бібліотеку, приналежну Warner Bros. Pictures за $ 21 млн.
Матеріал a.a.p. купив від Warner Bros. Pictures включені всі його функції виробляються і поширюються Warners до 1950 (Warner зберіг права на два тисячі дев'ятсот сорок дев'ять фільмів це тільки розподілених), а також включені став фільм Chain Lightning (виробництво в 1949 році і випущений в 1950 році) , Студія запису фільму в негативну оцінку, "під кайфом 12/27/48" (тобто, 27 грудня, 1948). Warner Bros. знищені багато хто з його негативів в кінці 1940-х років і 1950-х років через нітрати фільму попередньої тисяча дев'ятсот тридцять три розкладання. Також були живого дії короткометражних випущені до 1 вересня 1948 року.
Мультфільм бібліотека включає в себе всі кольори Looney Tunes і Merrie Мелодії короткі, випущеного до 1 серпня 1948, і всі Merrie Мелодії виробництва Harman-Ізінга картинки з 1931 по 1933, за винятком леді, грати в свої мандоліна! (1931). Решта чорно-білий Merrie мелодії, зроблені з 1933 по 1934 і чорно-біле Looney Tunes вже продано Захід Productions. Колишній директор Warner мультфільму Боб Клемпетт був найнятий в каталог мультфільму бібліотеку Warner.
a.a.p. також вибирають мультфільми Popeye від Paramount Pictures, який був підготовлений за Fleischer Studios і знаменитий Studios. Ця покупка і мультфільм пакет Warner Bros. поєднанні дав AAP бібліотека з понад 568 театральних шорти мультфільму, який буде скоби дитячого телебачення протягом багатьох десятиліть.
Для виробництва Warner Bros., a.a.p. просто вставляється свій логотип на початку фільму. Для мультфільмів Popeye, a.a.p. видалити всі логотипи та згадки про Paramount від відбитків Popeye вони поширювали, оскільки Парамаунт не хочу бути пов'язаний з телебаченням в той час. Закінчення результат у тому, що новий a.a.p. назва карти були зроблені, щоб покрити першорядні оригіналів на обох чорних і білих і кольорових мультфільмів. Однак, оскільки Popeye мультфільми раніше в провадженні на момент продажу, в 1956 році, назва карти, несучі авторських лінію (тобто Copyright MCMXLI по Paramount Pictures, Inc. Всі права захищені) залишилися без змін. В останні роки, завдяки зусиллям Turner Entertainment, The Paramount посилання були відновлені в мультфільмах.

### Більш пізні роки

#### Власність властивостей
Компанія була придбана United Artists в 1958 році в результаті поділу був названий United Artists Associated (поділ United Artists Television), а до 1968 року, Сполучені Художники Телебачення розповсюдження. У 1981 році, Metro-Goldwyn-Mayer придбати United Artists, разом з його фільму бібліотеки і став MGM/UA Entertainment Co.
Turner Broadcasting System (за допомогою Turner Entertainment) взяв на себе в бібліотеці в 1986 році, після недовгого придбання Теда Тернера в MGM/UA. Коли Тернер продав назад MGM/UA виробничої одиниці, він зберіг бібліотеку MGM, у тому числі окремих частин АПУ Бібліотека (обмежується фільмів Warner Bros. і мультфільмів Popeye), для його власної компанії. У 1936-1946 Monogram фільми не були включені з покупкою, і, таким чином деякі з цих фільмів залишиться з MGM.
Фільм бібліотеки Warner Bros. були возз'єднані, коли Time Warner, материнська компанія студії, так як в 1990 році злиття Time Inc. і Warner Communications (колишня Кінні Національної компанії), купив у 1996 році Тернер Тернер зберігає авторські права на колишнього АПУ властивості, в той час Уорнер обробляє їх розподіл.
UA спочатку в оренду права відео їх бібліотеки (у тому числі бібліотеки AAP) до магнітної відео, перший домашнього відео компанії. Магнітний Відео було продано 20th Century Fox в 1981 році, ставши 20-е століття Фокс відео. У 1982 році Фокс і CBS формується CBS/Fox Video, яка як і раніше поширювати UA/AAP Бібліотека за ліцензією MGM/UA Home Video, поки права не повернувся до MGM/UA. Після покупки Тернера бібліотеки MGM/UA, MGM/UA Home Video продовжував поширювати фільми на відео за ліцензії до 1999 року, коли права були передані Warner Home Video.

#### Останні телевізійні покази і відео-релізи
a.a.p. отримав 35-мм негативів всіх фільмів, придбаних у Warner Bros., деякі з яких були на складі аміачної для літніх фільмів. Всі негативи були в 35 мм, стандартна для кінопрокату. AAP, в ніч перед день закриття контракту з Warner Bros., видалити всі матеріали з Ace лабораторії в Брукліні в консолідований Labs в Нью-Джерсі, таким чином, уникнути податок з продажів Нью-Йорк на купівлю. Згодом негативи були розділені між декількома лабораторіями в області Нью-Йорк, включаючи DUART, Меркурій, Deluxe і CFI. Кожен лабораторії зробили нові ацетат 16мм internegatives і перезаписані звукових доріжок. Деякі з кольорових плівок були в Technicolor і, як було політики Technicolor, вони тримали кольорових негативів 3 і магів відбитки. Телевізійні станції використовується 16мм відбитки для їх телемовлення і кожен лабораторія зробив відбитки для назв, які вони займали.
Якимось чином 35 оригінальних негативний потрапив до рук приватного колекціонера, який подарував його бібліотеці Конгресу через AFI в обмін на 16 мм (друк уповноваженого UA, власника авторських прав в той час). Це, ймовірно, джерелом все, що в даний час плаває.
Ці ж відбитки були б ті, які використовуються на до 1999 року VHS і лазерні диски релізів колишніх AAP власності фільмів. A.a.p. версії цих фільмів були пізніше використані для кабельного телевізійного мовлення (навіть зовсім недавно, в грудні 2014 року, AAP відбитки мультфільмів WB були помічені на ТВ). Ранні відео релізи Warner Bros. фільмів, випущених між 1924-1931 носили AAP Авторські права Повідомлення про продовження, так як ці Продовження прийшов перед покупкою UA.
У 1990-х роках, Тернер почав видалення a.a.p. логотипи з багатьох фільмів (хоча цей процес почався до того, що, як і UA місцевих телевізійних станцій). Сто двадцять три з мультфільмів Warner Bros. придбаний a.a.p. були відновлені зі своїх оригінальних негативів для включення в серії Warner Home Video в шести Looney Tunes Золота колекція DVD вікна встановлює (з кольоровими мультфільмів виглядає дуже живий, щоб спробувати створити досвід, подібний коли карикатури були вперше випущений в кінотеатрах). Кілька більш WB мультфільми належали a.a.p. були відновлені для інших релізах DVD Looney Tunes з 2010 року.
Чорні та білі мультфільми Popeye (і три кольори Супер) також відновлені зі своїх оригінальних негативів для серії з трьох Popeye наборів Сейлор DVD (помилка виробництва на Том 2, пізніше виправлені, в результаті випадкового використання відбитків з AAP назви на двох мультфільмів, хоча логотипи Paramount ще бачив). Знаменитий виробництва кольорових Popeye мультфільми вийде в наступні роки, хоча ніяких дат були встановлено. До 2007 року ніяких офіційних відео релізів мультфільмів Popeye не були доступні через проблеми з ліцензуванням Особливості King (MGM / UA намагалися звільнити деякі мультфільми в 1980-х, але КФС заблокований їхню спробу).